# Acteur de concours de saut d'obstacles
Un concours de saut d'obstacles exige une organisation complexe avec de nombreux acteurs aux compétences pointues.

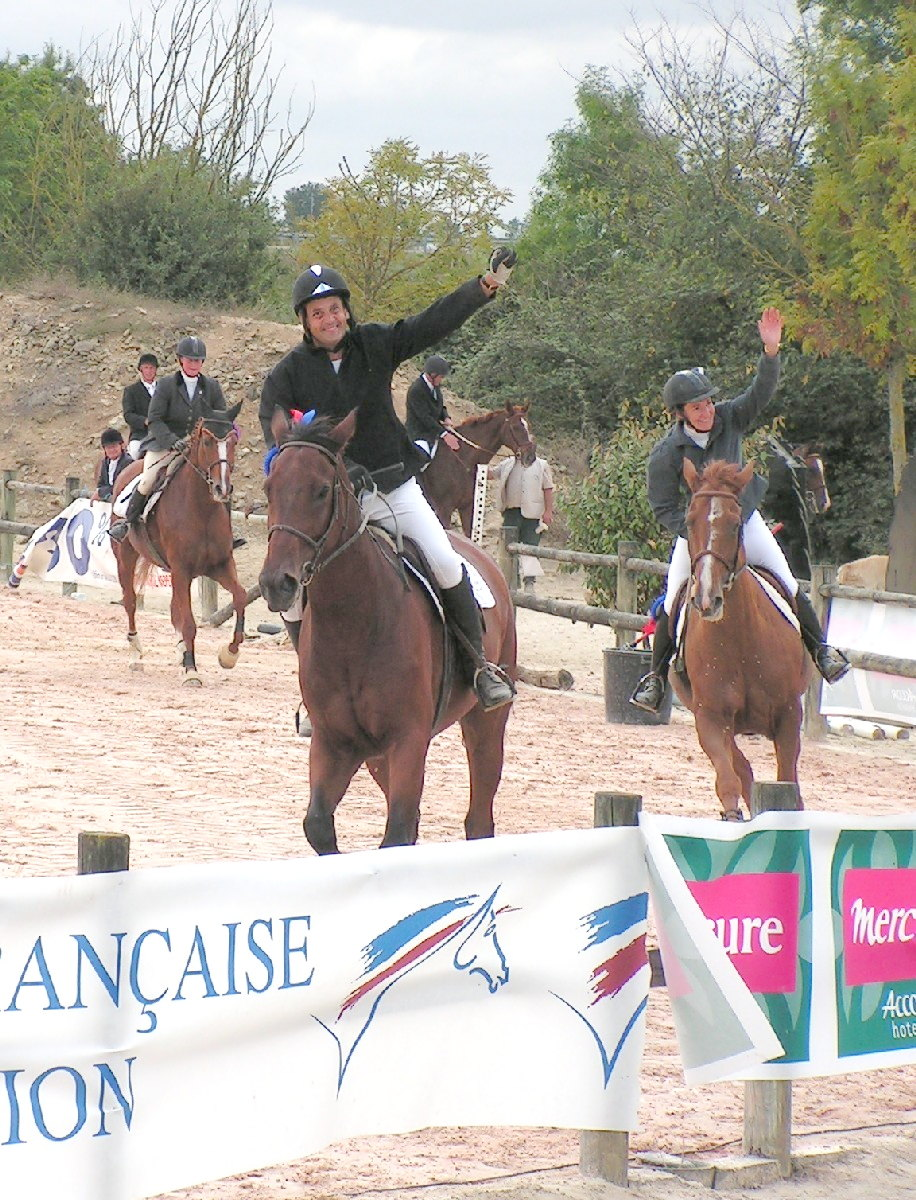
Tour d'honneur des vainqueurs d'une épreuve

## Les compétiteurs
Les compétiteurs de saut d'obstacles sont des couples cavaliers-chevaux. Dans les résultats de toutes les compétitions, le nom du cavalier est toujours suivi du nom de son cheval. Ce sont eux qui seront mis en lumière tout au long du concours.
Quelques couples célèbres :
- : Gilles Bertrán de Balanda et  Galoubet A, multiples performers mondiaux.
- : Pierre Durand et  Jappeloup de Luze, champions Olympiques 1988 à Séoul.
- : Éric Navet et  Dollar du Murier , Jeux équestres mondiaux de Jerez de la Frontera en 2002, Jeux olympiques d'Athènes 2004.
- : Éric Navet et  Quito de Baussy, champions du monde 1990.
- : Rodrigo Pessoa et  Baloubet du Rouet, multiples performers mondiaux.
- : Michel Robert et  Auleto , Jeux olympiques de Sydney en Australie.
- : Philippe Rozier et  Barbarian, Jeux olympiques de Sydney.
- : John Whitaker et  Milton, multiples performers mondiaux.
- : Marcus Ehning et  For Pleasure, multiples performers mondiaux
- : Frédéric Cottier et  Flambeau C, multiples performers mondiaux.
- : Alexandra Ledermann et  Rochet M, champions d'Europe 1999 et autres performances internationales.
- : Meredith Michaels-Beerbaum et  Shutterfly, champions d'Europe en 2007
- : Kevin Staut et  Kraque Boom, champions d'Europe en 2009.
- : Eric Lamaze et  Hickstead , champions olympiques en 2008.

## Les entraîneurs

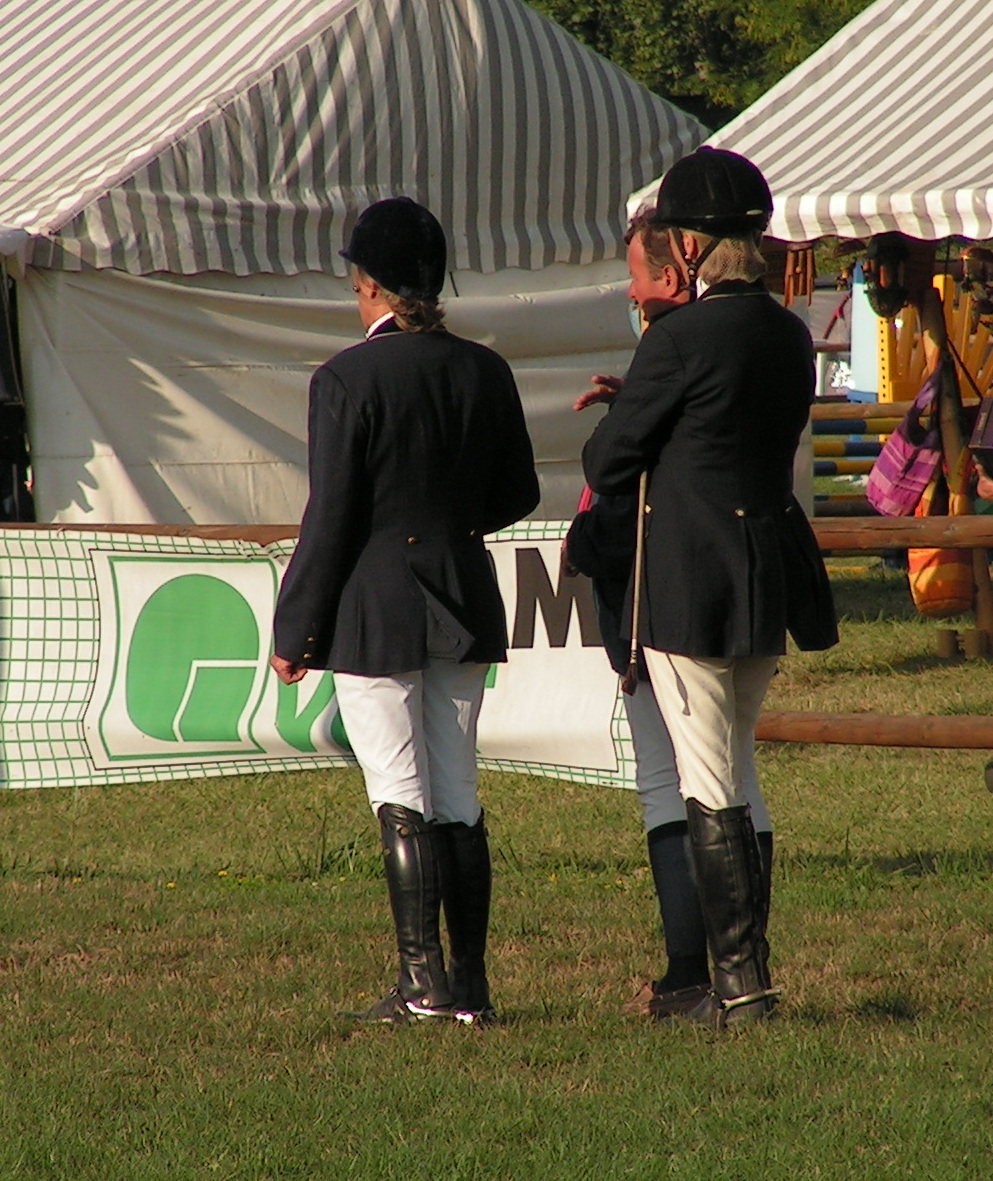
Coaching en reconnaissance de parcours

Quel que soit son niveau, un cavalier aime se faire seconder par un entraîneur de confiance qui saura lui enlever les doutes lors de la reconnaissance du parcours, l'épauler lors de la détente au paddock et lui apporter une critique constructive sur le déroulement de son parcours.
Quelques entraîneurs célèbres :
- Jean d'Orgeix : entraîneur national de saut d'obstacles de 1973 à 1977. Il introduit notamment l'utilisation de la vidéo pour analyser et corriger les défauts des cavaliers. L'équipe de France remporte aux JO de Montréal en 1976 la médaille d’or par Équipe. Jean d'Orgeix est décédé en juillet 2006.
- Jean Maurice Bonneau : entraîneur de l'équipe de France sénior de 2000 à 2009. Il a su former une véritable équipe qu'il a menée sur la première marche du podium en 2002 aux jeux mondiaux de Jerez de la Frontera. Éric Navet y a conquis le titre de vice-champion du monde en individuel avec Dollar du Murier. Jean Maurice Bonneau a su également créer une équipe de talent pour les JO d'Athènes.
- Xavier Delalande : entraîneur de l'équipe de France vétérans depuis 2002. En 2004, l'équipe de France devient championne d'Europe et Anne-Catherine Martel obtient le titre individuel à La Baule. En 2006, l'équipe de France confirme en conservant le titre européen à Karlsruhe en Allemagne.
- Marcel Rozier : entraîneur de l'équipe de France senior de 1999 à 2000 (JO de Sydney).
- Bertalan de Némethy : entraîneur de l'équipe des États-Unis de 1955 à 1980.
- Henk Nooren : entraîneur de l'équipe de France sénior de saut d'obstacles de 2009 à 2013.
- Philippe Guerdat : entraîneur de l'équipe de France sénior de saut d'obstacles depuis 2013.

## Les organisateurs
Les organisateurs sont à l’initiative du concours. Ils réalisent le programme des épreuves et doivent fournir tous les moyens humains et matériels nécessaires au bon déroulement du concours.
Les responsables de l'organisation sont souvent appelés à jouer un véritable rôle de chefs de grosse entreprise. L'organisation d'un concours international important ou d'un concours se déroulant sur plusieurs pistes et plusieurs jours commence à se préparer un an à l'avance.
L'organisation inclut une foule de personnel aux compétences variées afin de répondre à tous les besoins.

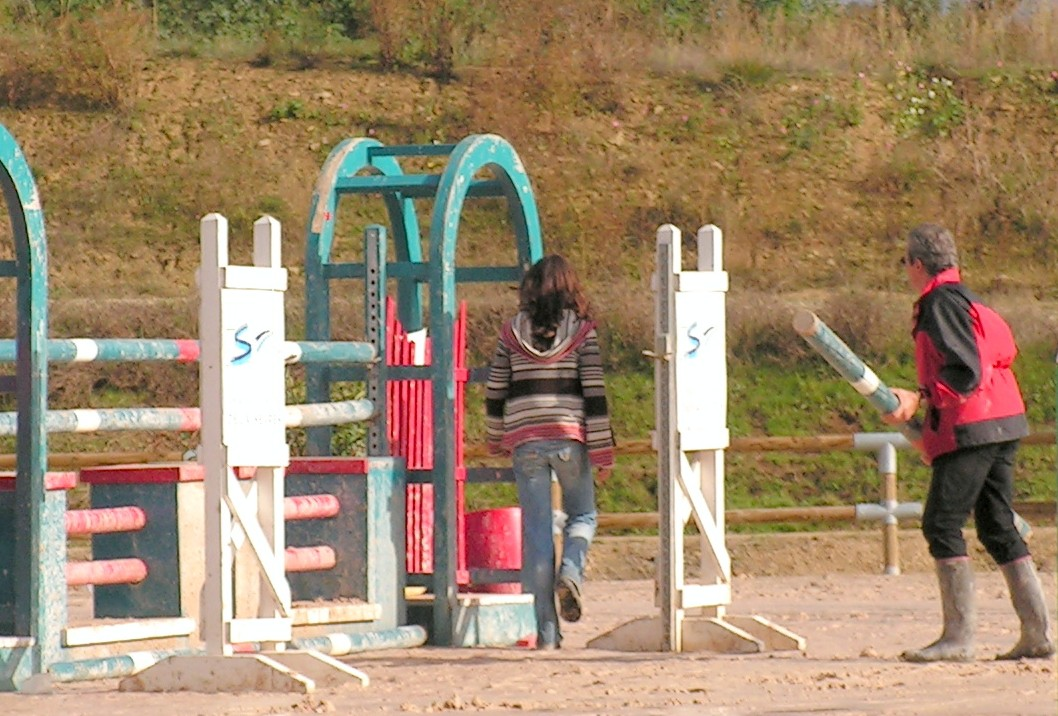
Les hommes de pistes sont présents sur le terrain pendant toute la durée du concours quelles que soient les conditions météorologiques

La plus grande partie du travail est fournie avant le concours. Les organisateurs doivent prévoir l'infrastructure matérielle et rechercher les compétences humaines, bénévoles très souvent.
Au niveau matériel, les organisateurs doivent trouver les financements, dresser et attribuer les boxes où logeront les chevaux, assurer l'approvisionnement en litière et en eau propre, dresser les stands de restauration, prévoir la restauration, prévoir les sanitaires, amener sur place tout le matériel nécessaire pour la réalisation des parcours et pour abriter les jurys, régler la sonorisation et accomplir encore toutes sortes d'autres actions minutieusement programmées.
Au niveau humain, les organisateurs doivent rechercher tous les intervenants spécialistes (jurys, commissaires au paddock, chefs de pistes, vétérinaire, médecin, etc.) dont la présence est incontournable et règlementée au concours, et engager toutes les personnes, bénévoles très souvent, nécessaires pour le reste : nourriture, accueil, gestion des boxes, gestion de la piste (hommes de piste), remise des prix, etc.
Pendant le concours, il faut accueillir les concurrents et les spectateurs, guider et seconder les intervenants spécialisés, nourrir tout le monde, veiller au bon déroulement des épreuves, organiser les remises des prix, assurer la propreté et gérer toutes les tâches courantes.
Après le concours, il faut tout ranger… et recommencer pour l'année suivante !
De la bonne planification avant le concours dépend le bon déroulement pendant. Les concours, complexes à organiser, sont de plus en plus fréquemment mis en œuvre par des organismes professionnels ou semi-professionnels spécialisés.

## Les commanditaires
Les commanditaires sont partenaires des organisateurs en termes financiers, humains ou organisationnels. Ils peuvent agir sur un concours dans sa globalité ou choisir une épreuve particulière dédiée.

## Le jury
Les membres du jury sont les garants des règles du concours de saut d'obstacles. Ce sont eux qui gèrent le bon déroulement des épreuves.
Avant l'épreuve, ils vérifient que le parcours est conforme au programme et vérifient le bon fonctionnement des appareils (chronomètre par exemple).

Pendant l'épreuve, ils accueillent les concurrents (cavalier et cheval) et les présentent au public, ils arbitrent le parcours du couple et notent leur score.

À la fin de l'épreuve, ils classent les concurrents et donnent les résultats.
Après le concours, ce sont encore les membres du jury qui signent le procès-verbal du concours et qui envoient les résultats à l'instance centralisatrice (Fédération française d'équitation en France).

## Les chefs de piste

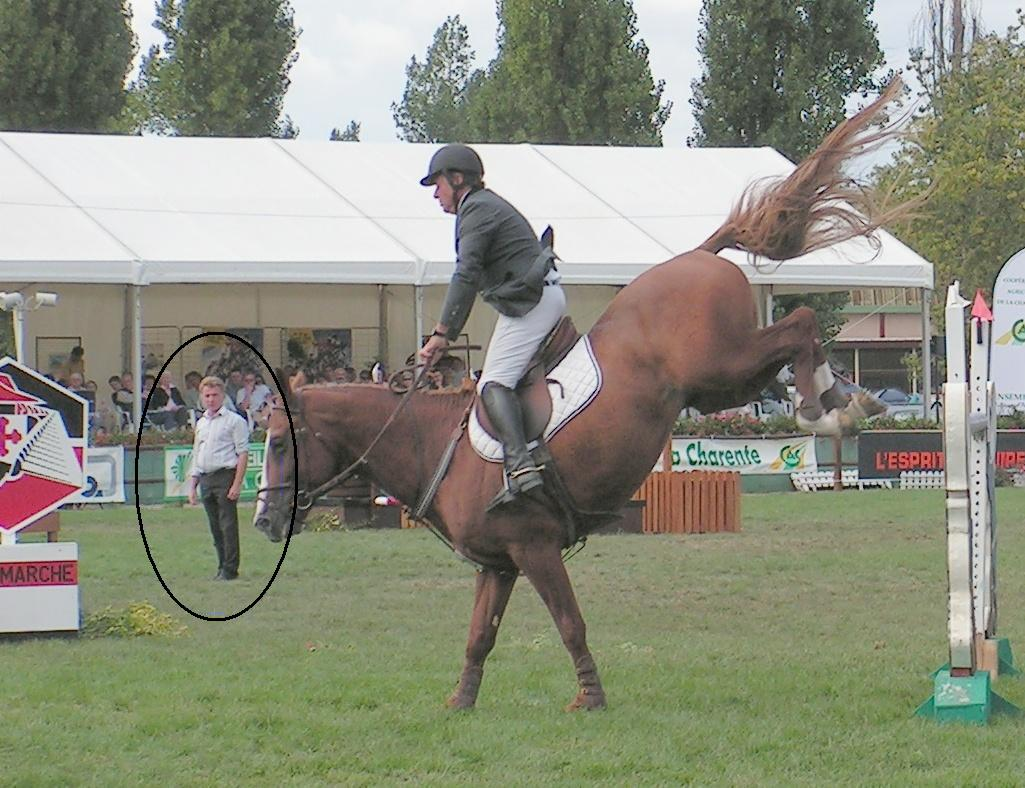
Jean François Morand au CSI* de Chalais en 2006, évalue discrètement les défauts et les qualités de la piste qu'il a monté en observant les compétiteurs

Les chefs de pistes sont les chefs d'orchestre des concours de saut d'obstacles. Véritables architectes du parcours de saut d'obstacles, ce sont eux qui inventent et agencent les parcours. Ils choisissent un tracé et dressent les obstacles en fonction de la nature et des dimensions du terrain, de la difficulté  annoncée dans le programme de l'épreuve, du barème (règle du jeu) de l'épreuve, de la concurrence engagée, des conditions météo, etc.
Une fois l'épreuve commencée, on les surprend souvent à étudier la façon dont se déroule l'épreuve qu'ils ont construite afin de s'améliorer au fil du temps.
Quelques chefs de piste internationaux :
- Gérard Delporte (France)
- Javier Fernandez Alba (Mexique)
- Luc Geffré (France), décédé le 14 décembre 2004
- Serge Houtman (France)
- Jean François Morand (France)
- Olaf Petersen (Allemagne)
- Franck Rothenberger (Allemagne)
- Uliano Vezzani (Italie)
- Grégory Bodo (France)

## Les juges de paddock
Le juge au paddock ou encore commissaire au paddock s'assure tout au long des épreuves du bon déroulement de l'échauffement des cavaliers et des chevaux.
Il organise tout ce qui se passe dans l'aire d'entraînement (paddock) en supervisant l'organisation. Par exemple, dans le cas d'un petit paddock, le juge au paddock est chargé de décider du nombre maximal de cavaliers pouvant s'entrainer en même temps.
Il veille au respect des chevaux, au fair play des cavaliers et à la bonne utilisation des obstacles d'entraînement.
En cas de maltraitance d'un cheval, il est habilité à réprimander ou sanctionner le cavalier.
Il veille au respect de l'ordre de passage des cavaliers et, en accord avec le président du jury, aux dérogations à celui-ci.